# Coleanthera
Coleanthera es un género de plantas fanerógama]]s perteneciente a la familia Ericaceae. Comprende 3 especies descritas y  aceptadas.

## Taxonomía
El género fue descrito por Serge S. Stscheglejew y publicado en Bulletin de la Société Impériale des Naturalistes de Moscou 32(1): 4. 1859. La especie tipo no ha sido designada.

## Especies aceptadas
A continuación se brinda un listado de las especies del género Coleanthera aceptadas hasta septiembre de 2014, ordenadas alfabéticamente. Para cada una se indica el nombre binomial seguido del autor, abreviado según las convenciones y usos.	 
- Coleanthera coelophylla (A.Cunn. ex DC.) Benth.
- Coleanthera myrtoides Stschegl.
- Coleanthera virgata Stschegl.